# Kaspijsk

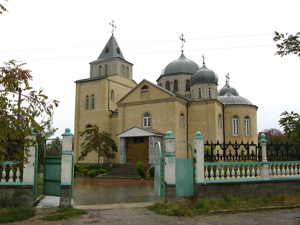
Kyrka i Kaspijsk.

Kaspijsk (ryska: Каспи́йск, lakiska: Ккасппи, darginska, lezginska och avariska: Каспийск) är en stad i Dagestan i Ryssland. Folkmängden uppgick till 107 329 invånare i början av 2015.